# Stellaria petraea
Stellaria petraea là loài thực vật có hoa thuộc họ Cẩm chướng. Loài này được Bunge miêu tả khoa học đầu tiên năm 1830.